# Halenia
Halenia es un género  de plantas con flores perteneciente a la familia Gentianaceae.  Comprende 124 especies descritas y de estas, solo 48 aceptadas.

## Descripción
Son hierbas anuales, que alcanzan un tamaño de (5–) 15–40 (–90) cm de alto. Hojas mayormente caulinares, lineares a lanceoladas o elípticas, 2–3.5 (–5) cm de largo y (–1) 2–10 (18) mm de ancho; sésiles o solo las más inferiores pecioladas. Inflorescencias cimosamente racemiformes a paniculadas, pedicelos 1–12 (–25) mm de largo, flores 4-meras; tubo del cáliz 0.3–0.6 (–0.8) mm de largo, lobos (1.5–) 2–4 mm de largo y 0.2–0.6 mm de ancho; corola 4–8 mm de largo, verde a amarillo-verdosa, tubo 3–4.5 mm de largo, lobos ovados a oblongo-deltoides, 2–3 mm de largo, agudos o acuminados, espolones 0.5–1 (–2) mm de largo, péndulos y divergentes o solo como leves protuberancias o ausentes; filamentos adheridos más o menos en la 1/2 del tubo de la corola; ovario 1-locular con 2 placentas parietales. Cápsula comprimida, 5–9 (–14) mm de largo; semillas ovoides a subglobosas, 0.4–0.6 mm de largo, reticuladas.

## Taxonomía
El género fue descrito por  Moritz Balthasar Borkhausen y publicado en Archiv für die Botanik 1(1): 25. 1796.

## Especies seleccionadas

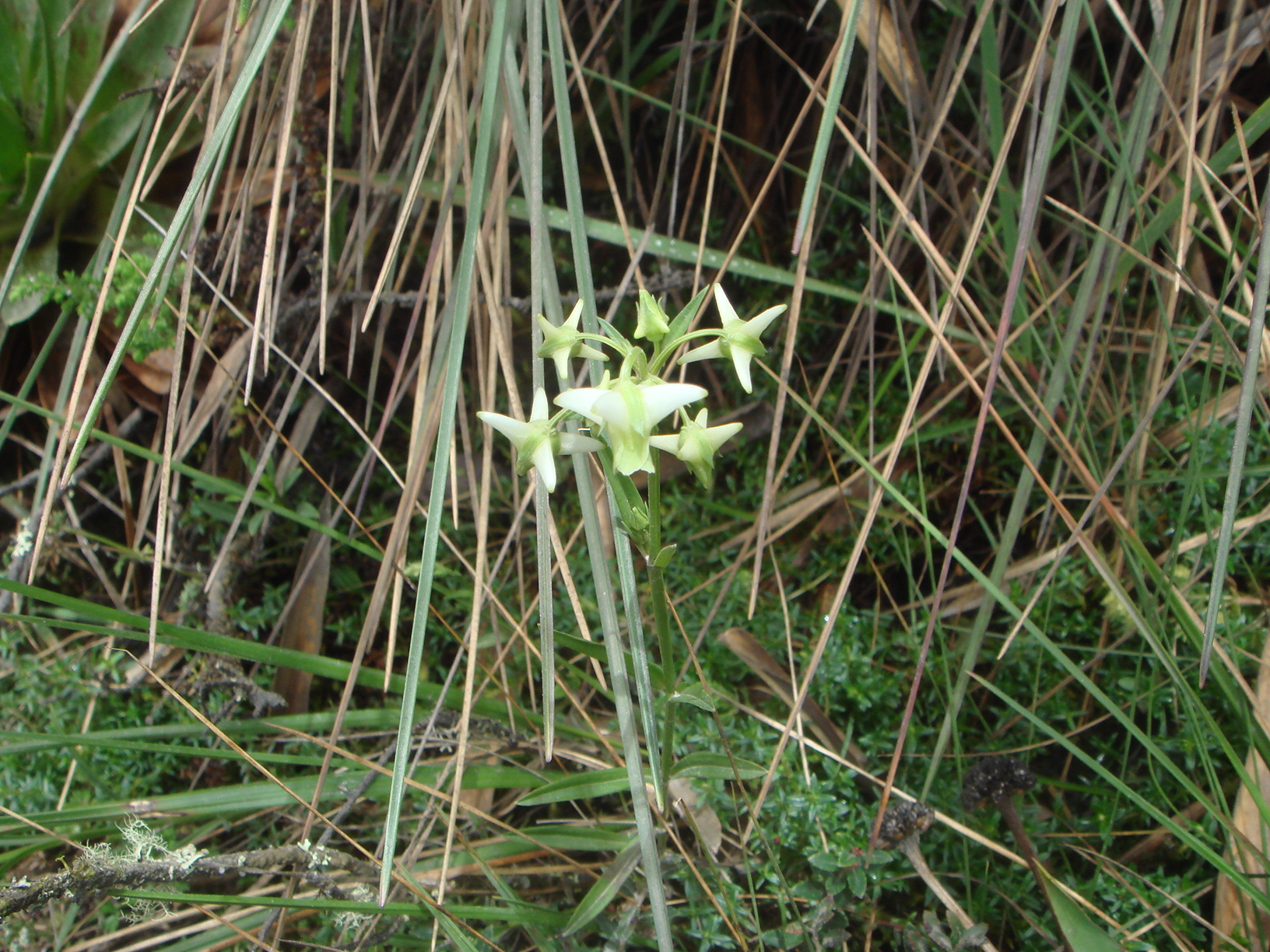
Halenia major en el Páramo de Guasca, Colombia.

- Halenia adpressa
- Halenia alata
- Halenia alleniana
- Halenia antigonorrhoica
- Halenia apiculata
- Halenia aquilegiella
- Halenia asclepiadea
- Halenia corniculata
- Halenia deflexa
- Halenia longicaulis
- Halenia major
- Halenia minima
- Halenia pulchella
- Halenia serpyllifolia
- Halenia taruga-gasso
- Halenia weddelliana